# Atopogonus baccatus
Atopogonus baccatus är en mångfotingart som beskrevs av Carl 1926. Atopogonus baccatus ingår i släktet Atopogonus och familjen Haplodesmidae. Inga underarter finns listade i Catalogue of Life.